# 小花使君子
小花使君子（学名：Combretum caudata）为使君子科使君子属的植物。分布于泰国以及中国大陆的云南等地，生长于海拔400米至1,050米的地区，多生于密林湿地，目前尚未由人工引种栽培。